# Jéricho (missile)
Pour les articles homonymes, voir Jéricho (homonymie).

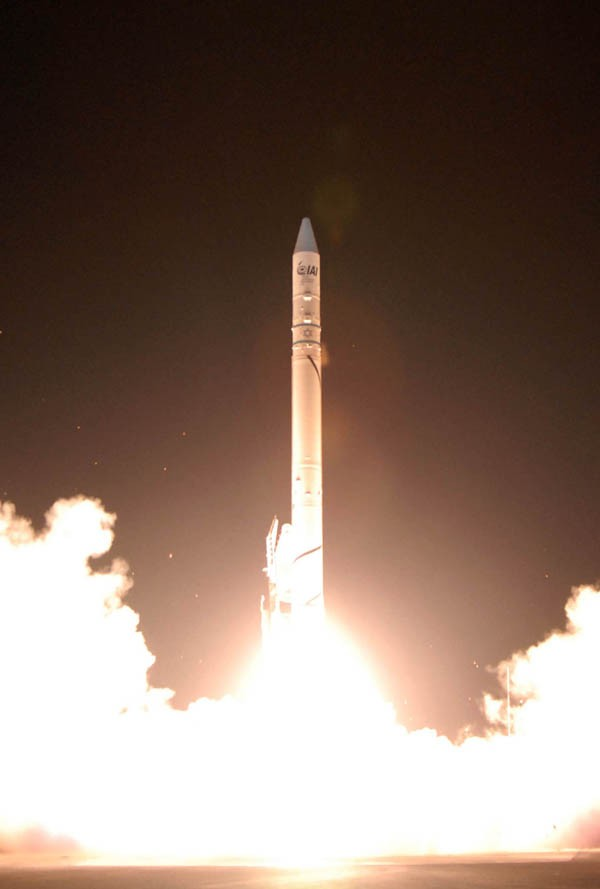
Le satellite de reconnaissance Ofek-7 lancé par une fusée Shavit-2 (2007).

Les Jéricho  sont des missiles balistiques, des vecteurs pour le programme nucléaire israélien. Cette famille de missiles a donné naissance au lanceur Shavit.

## Jéricho I

### Développement
Les premiers programmes de missiles sont lancés en Israël en 1954.  La même année débute une coopération entre la France et Israël sur le développement de missile à courte portée. Début 1958, Israël développe son premier missile de conception israélienne : le Lutz. Le missile Jericho I a été construit avec l'aide de la société Dassault Aviation (à l'époque Générale aéronautique Marcel Dassault) à partir du missile MD-620. Ce programme fut la réponse à la menace de déploiement de missiles sol-sol par l'Égypte dans les années 1960. En 1957, Générale aéronautique Marcel Dassault créa un département missiles. Le gouvernement français demande en 1962 à Dassault de concevoir un missile balistique à courte portée pour le compte d'Israël. Ce fut le début du programme MD-620. Le premier test eut lieu le 23 décembre 1965, et fut un échec. Mais le second test fut réussi le 16 mars 1966  à partir de l'île du Levant et il fut déclaré opérationnel en 1973 après un total de 16 tirs, dont dix réussis. 14 de ces missiles auraient été construits par GAMD par les usines d'Argenteuil et de Saint-Cloud, les autres (moins d'une centaine) construits directement en Israël avec l'aide d'une centaine de techniciens français venus entre mai 1964 et mai 1969. La collaboration entre IAI et GAMD s'arrêta en 1969, à la suite de l'embargo sur les armes décrété par la France.
Un article du New York Times paru en octobre 1979 mentionne qu'Israël serait en mesure de produire de trois à six missiles par mois, pour un coût unitaire d'environ 1 à 1,5 million de dollars. Ce prix semblerait trop élevé pour l’utilisation conventionnelle de ce missile.

### Caractéristiques
Le Jéricho 1 est un missile balistique à courte portée à deux étages à carburant solide. Il peut être lancé à partir d'un train, camion ou d'un site fixe.
- Longueur : 13,20 m
- Diamètre : 0,80 m
- Poids : 6 700 kg
- Charge : 650 kg (soit une charge conventionnelle, soit une charge nucléaire de 20 kt)[3]
- Portée : max. 500 km
- ECP : 1 000 m

## Jéricho II
Le Jéricho II est un missile balistique israélien de portée intermédiaire conçu par IAI. Il dérive du Jericho I, et fut le premier missile balistique entièrement développé par Israël à partir de fonds de l'État impérial d'Iran. Le programme démarra en 1977, mais fut interrompu après la révolution iranienne en 1979. Israël continua seul le projet.

### Développement
Le programme, en 1977, prévoyait de développer deux versions du Jericho II, une terrestre, l'autre embarquée à bord de sous-marins. Après la révolution iranienne, Israël décida de collaborer avec l'Afrique du Sud et d'abandonner la version embarquée.
Un essai du Jericho II a été effectué en 1989 à partir du Cap (République Sud-africaine). Un autre essai à partir d'Israël fut lancé, la même année, en direction de la Libye. Le missile a atterri à 400 km au nord de Benghazi, parcourant plus de 1 300 km.
Le Jéricho II s'appuie sur les tests et le développement du Jéricho I. La principale différence réside en l'augmentation de diamètre du missile qui passe de 0,80 m à 1,56 m, ce qui a pour résultat d'allonger la portée du missile.
Les études techniques et développements du Jericho II ont servi de base à la construction du lanceur Shavit.

### Caractéristiques
Le Jéricho II est un missile balistique de portée intermédiaire à deux étages à carburant solide. Il peut être lancé à partir d'un train, camion ou d'un site fixe. Il est opérationnel depuis 1989.
- Longueur : 14,00 m
- Diamètre : 1,56 m
- Masse : 26 000 kg
- Charge : entre 500 et 1 000 kg
- Portée : entre 1 500 et 3 500 km
- ECP : 1 000 m

Le Jéricho II aurait la capacité d'emporter, soit une charge conventionnelle, soit une charge nucléaire 1 Mt.

### Variante
- Le Jericho 2 a servi de développement au lanceur Shavit
- L'Afrique du Sud a développé sa propre version du Jéricho II sous le nom de RSA-3.

## Jéricho IIB
Le Jericho IIB est une version améliorée du Jericho II. La principale modification réside en un allongement de la portée qui passe à 2 800 km et augmentation de la charge militaire qui est de 1 tonne.

## Jéricho III
En 1994, Israël démarre un projet d'un missile de portée intermédiaire de plus 4 500 km. Ce missile à la différence de ses prédécesseurs serait un missile fixe : lancé à partir de silo.
Le premier test s'est déroulé le 15 janvier 2008,.
Le Jericho III serait un missile de deux ou trois étages à propergol solide emportant une charge conventionnelle de 1 000 à 1 300 kg, voire une charge nucléaire à 2 ou 3 MIRV. Sa portée est estimée entre 4 800 et 6 500 km selon un site spécialisé. 
Israël ne dispose pas encore de constellation de satellites géo-stationnaires de type GPS ou GLONASS ni de système TACAMO ou Syderec. Ce qui explique une erreur circulaire probable ou ECP très élevé et donc une  précision divisée par 2 ou 3 par manque de détection des cibles.      
- Longueur : 15,50 m
- Diamètre : 1,56 m
- Masse : 29 000 kg
- Charge : entre 1 000 et 1 300 kg
- Portée : plus de 4 500 km
- ECP : 1 000 m